# Lyra Valkyria
Aoife Cusack (née le 23 octobre 1996 à Dublin) est une catcheuse (lutteuse professionnelle) irlandaise. Elle travaille actuellement à la World Wrestling Entertainment, dans la division Raw, sous le nom de Lyra Valkyria.

## Carrière dans le catch

### Débuts (2015 - 2020)

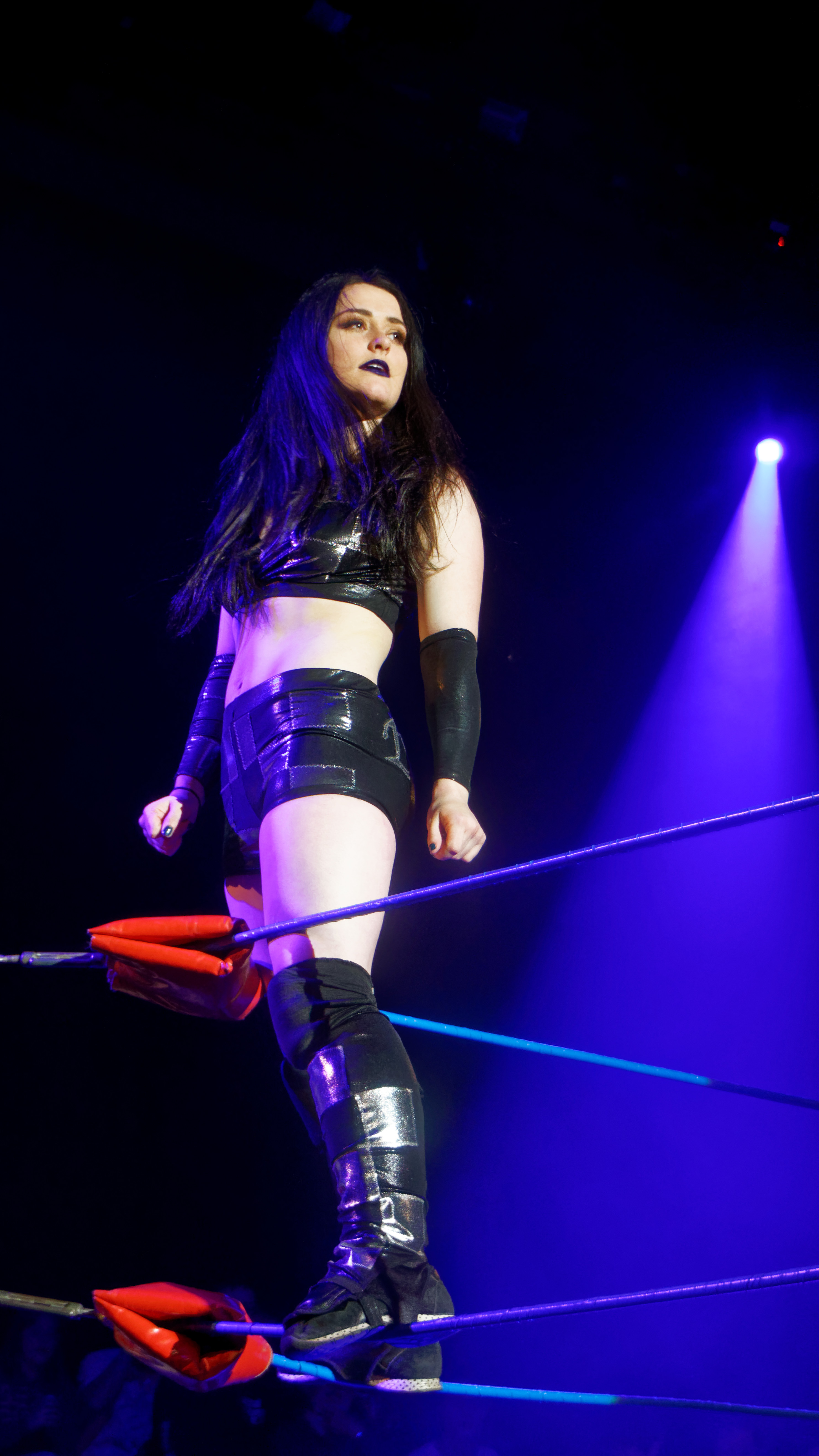
Valkyrie en janvier 2018.

Elle a été étudiante à la Fight Factory Pro Wrestling pendant un an avant de devenir "Valkyrie Cain". sur le circuit indépendant.

### World Wrestling Entertainment (2020-...)
En janvier 2020, elle signe officiellement avec la World Wrestling Entertainment dans la division NXT UK sous le nom "Aoife Valkyrie".

#### NXTet championne deNXT(2022-2024)
Le 13 décembre à NXT, elle fait ses débuts dans le show jaune, sous le nom de Lyra Valkyria, dispute son premier match et bat Amari Miller.
Le 1er avril 2023 à NXT Stand & Deliver, elle ne remporte pas le titre féminin de NXT, battue par Indi Hartwell dans un Ladder match qui inclut également Roxanne Perez, Gigi Dolin, Tiffany Stratton et Zoey Stark. Le 28 mai à NXT Battleground, elle ne remporte pas la ceinture rendue vacante, battue par son avant-dernière adversaire en finale du tournoi.
Le 24 octobre à NXT: Halloween Havoc, elle devient la nouvelle championne de NXT en battant Becky Lynch et remporte le titre pour la première fois de sa carrière. Après le match, les deux catcheuses échangent une poignée de mains.
Le 4 février 2024 à NXT Vengeance Day, elle conserve son titre en battant Roxanne Perez et Lola Vice dans un Triple Threat match.
Le 6 avril à NXT Stand & Deliver, elle ne conserve pas sa ceinture, battue par sa précédente première adversaire dans un match revanche.

#### Draft àRawet première championne Intercontinentale (2024-...)
Le 29 avril à Raw, lors du Draft, elle est annoncée être officiellement transférée au show rouge par Bubba Ray Dudley. La semaine suivante à Raw, elle dispute son premier match et bat Dakota Kai au premier tour du tournoi Queen of the Ring. Le 25 mai à King & Queen of the Ring, elle ne devient pas la nouvelle Queen of the Ring, battue par Nia Jax en finale du tournoi.
Le 6 juillet à Money in the Bank, elle participe à son premier Women's Money in the Bank Ladder match, mais ne remporte pas la mallette, gagnée par Tiffany Stratton.
Le 13 janvier 2025 à Raw, elle devient la première championne Intercontinentale de l'histoire en rebattant la catcheuse néo-zélandaise en finale du tournoi et remporte son premier titre dans le roster principal. Le 1er février au Royal Rumble, elle entre dans son tout premier Women's Royal Rumble match en 4e position, mais se fait éliminer par Ivy Nile après 16 minutes de match.
Le 20 avril 2025 à WrestleMania 41, Becky Lynch fait son retour après 10 mois d'absence, remplace Bayley à ses côtés et ensemble, les deux catcheuses deviennent les nouvelles championnes par équipes en battant Liv Morgan et Raquel Rodriguez. Le lendemain à Raw, elles ne conservent pas leurs ceintures, battues par leurs mêmes adversaires. Après le match, sa compatriote effectue un Heel Turn et l'attaque. Le 10 mai à Backlash, elle conserve son titre en battant son ancienne partenaire. Le 7 juin à Money in the Bank, elle ne conserve pas sa ceinture, battue par sa même opposante. Après la rencontre, elle est contrainte de lui lever le bras deux fois, mais finit par s'agacer et l'attaque.
Le 13 juillet à Evolution, elle ne remporte pas la ceinture, rebattue par sa même adversaire dans un Triple Threat match qui inclut également Bayley. Le 3 août à SummerSlam, elle ne remporte pas la ceinture, rebattue par sa même opposante dans un Last Chance No Disqualification match et n'obtient plus d'opportunités pour le titre.

## Récompenses des magazines
- Pro Wrestling Illustrated

| Année | 2021 | 2023 | 2024 |
| ----- | ---- | ---- | ---- |
| Rang  | 73   | 190  | 20   |

## Palmarès
- Pro-Wrestling: EVE
  - 1 fois Pro-Wrestling: EVE Tag Team Championne – avec Debbie Keitel

- Pro-Wrestling Ulster
  - 1 fois PWU Championne féminine

- Over the Top Wrestling
  - 1 fois OTT Championne féminine

- World Wrestling Entertainment
  - 1 fois championne de NXT
  - 1 fois championne Intercontinentale (première)
  - 1 fois championne par équipes - avec Becky Lynch (règne le plus court)

## Vie privée
Elle est actuellement en couple et fiancée avec le catcheur indépendant, LJ Cleary.